# Окопирмс
Окопирмс (прус. uka — «самый», «pirms» — первый) — божество, занимающее высшее место в прусском пантеоне богов. В мифах он всегда стоит выше других богов, таких как Аутримпс — бог моря, или Звайгстикс — бог света.
В большинстве случаев в мифах ему присваиваются две функции:
- «бог неба и земли» — власть над всеми богами и людьми, наблюдение за жизнью на «земле».
- «бог неба и звезд» — нахождение на высшем месте в прусском пантеоне богов по вертикальной структуре.

Часто Окопирмса сопоставляют с Диевасом, божеством из балтийской мифологии. Подтверждением тому являются этимология имени Диеваса (прус. Окопирмс — «самый первый») и отсутствие Окопирмса в текстах иного рода, несмотря на занимаемое им высшее положение среди других богов. Оба божества характеризуются малой активностью, с чем и связано их отсутствие в основных сюжетах.
В то же время, в некоторых источниках Окопирмса отождествляют с Сатурном.

## Дети Окопирмса
В балтийской мифологии существует множество легенд о детях Окопирмса. В некоторых из них упоминается наличие у него двух сыновей, в других — сына и дочери, вступивших в кровосмесительный брак. В некоторых же упоминаются два брата, влюбленные в собственную сестру и ожидающие её на берегу моря.
Дети Окопирмса (Диеваса) считаются олицетворением плодородия и земледелия. Балтийские племена верили, что они могут избавить их от различного рода эпидемий и бедствий, например, от вымирания скота